# Улдіс Пуцитіс
Улдіс Пуцітіс, повне ім'я Пуцітіс Улдіс Янович, латис. Uldis Pūcītis (* 15 квітня 1937, Ранка — †14 грудня 2000, Рига) — радянський латвійський актор.

## Життєпис
Народився 15 квітня 1937 р. Закінчив театральний факультет Латиської державної консерваторії (1960). Знявся в радянських фільмах: «Дитина» (1967), «Експеримент доктора Абста» (1968, Глюк), «Біла земля» (1970), «Ніч перед світанком» (1971, т/ф, 6 с., Хорст), «Народжена революцією» (1974, Сергєєв — роль озвучив український актор Павло Морозенко), «Загін особливого призначення» (1978, Штромм), «Від Бугу до Вісли» (1980, Крейн).
Помер у Ризі 14 грудня 2000 року.
| Актор | Це незавершена стаття про актора. Ви можете допомогти проєкту, виправивши або дописавши її. |